# Nilobezzia maai
Nilobezzia maai är en tvåvingeart som beskrevs av Tokunaga 1966. Nilobezzia maai ingår i släktet Nilobezzia och familjen svidknott. Inga underarter finns listade i Catalogue of Life.